# Японсько-мінська торгівля

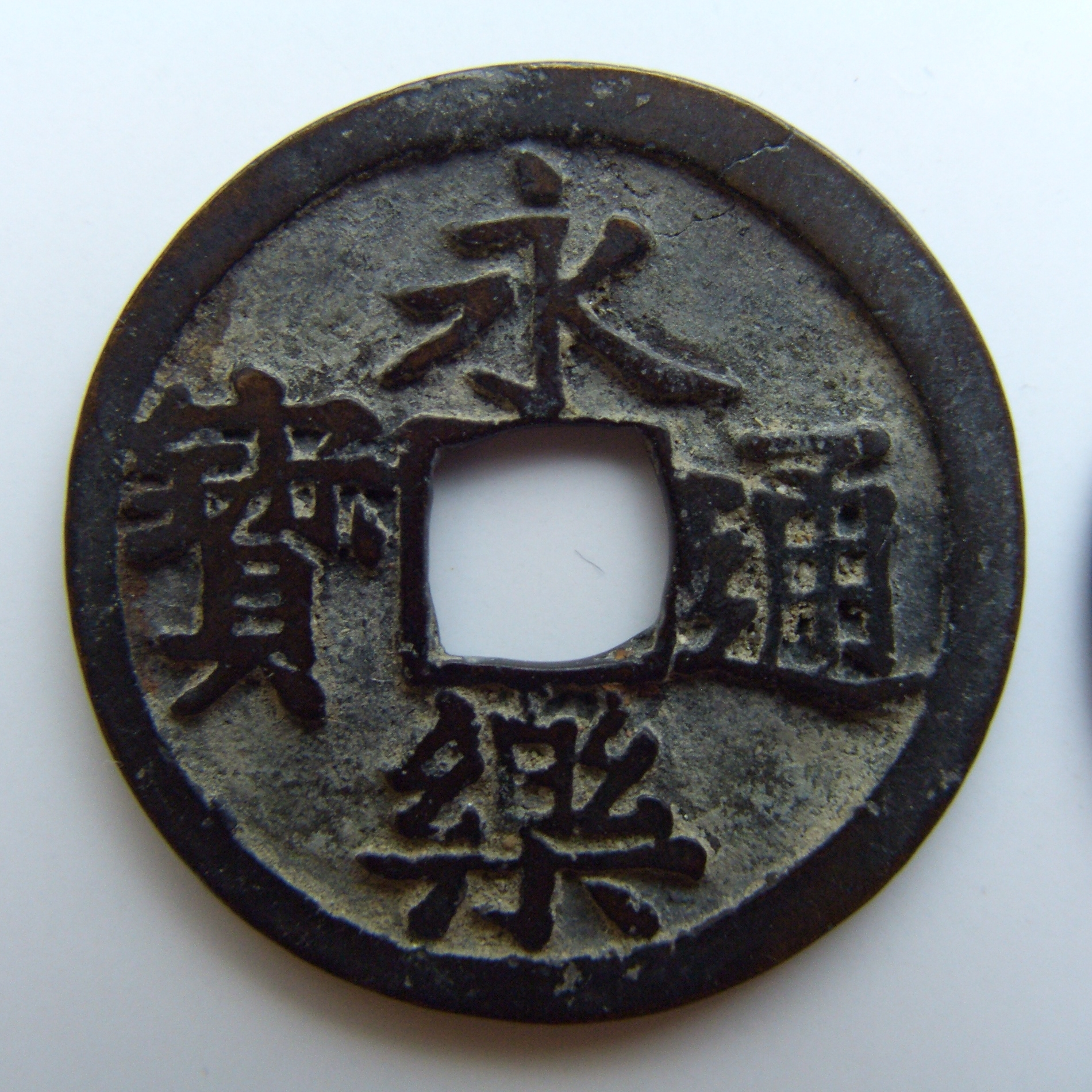
Монети, що імпортувалися японцями з Китаю.

Японсько-мінська торгівля (яп. 日明貿易, にちみんぼうえき, ніті-мін боекі; 1404 — 1547) або Торгівля за посвідченнями (яп. 勘合貿易, かんごうぼうえき, канґо боекі） — торгівля між Японією і Китаєм на початку 15 — середині 16 століття. Здійснювалася виключно на рівні держав через політику китаєцентризму і заборони приватної міжнародної торгівлі китайською династією Мін. Під час торгівлі використовувалися видані китайцями офіційні документи, які свідчили про державний статус японської делегації і дозволяли торгувати їй з Китаєм.

## Короткі відомості
У 1401 році японський сьоґун Асікаґа Йосіміцу відправив до китайської династії Мін делегацію на чолі з послом Соа і віце-послом, хакатським купцем Коїміцу, з метою встановити міждержавні відносини і розпочати торгівлю. Делегація піднесла китайському імператору 1000 рьо золота, 10 коней і повернула декількох китайських посадовців, які перебували у полоні японських піратів. Наступного року вона повернулася додому з посланням від імператора Мін.
У 1403 році сьоґун відправив друге посольство до Мін на чолі Кентю Кейміцу, ченцем монастиря Тенрюдзі. Посольство повернулося до Японії за рік, привізши із собою китайську дипломатичну делегацію. Остання піднесла сьоґуну Йосіміцу золоту «печатку вана Японії», на знак залежності його від китайського імператора, і торгове посвідчення для майбутніх торгових делегацій з Японії. Таким чином між Японією і Мін було встановлено міждержавні відносини. До 1410 року японці щорічно відправляли торговельні кораблі до Китаю, а китайці — до Японії.
У період правління сьоґуна Йосімоті усі стосунки із Мін було розірвано на 20 років, проте їх відновив його наступник, сьоґун Йосінорі. У 1432 році Японія відправила до Мін посольство у складі 5 кораблів, на чолі з натуралізованим китайцем, ченцем Рюсіцу Доеном. Наступного року, по поверненню посольства додому разом із ним прибула китайська делегація із 5 торговельними суднами, яка привезла сьоґуну торговельне посвідчення. Це було останнє мінське посольство в Японії.
Організацією відправки японських торгових кораблів до Мін займався власне сьоґунат, або його довірені юридичні особи: володарі з самурайських родів Ямана, Оуті, Хосокава, Сіба і буддистських монастирів Тенроюдзі, Сьококудзі, Дайдзьоїн. Прибуток від торгівлі був настільки великим, що кількість кораблів, торгівців і товарів на експорт постійно зростала. Зокрема у 1434 році Японія вислала до китаців 6 кораблів, а у 1451 році — 9 кораблів. Японсько-мінська торгівля сприяла вивозу багатьох ресурсів і культурних надбань Китаю, тому династія Мін встановила обмеження на кількість японських торгових делегацій, за яким японці мали право прибувати з даниною 1 раз на 10 років числом не більше 300 чоловік на 3 суднах. Відповідно до цього обмеження 7 наступних японських посольств вирушали з Японії на кораблях сьоґунату, родів Хосокави і Оуті. Ці два роди вели постійну боротьбу за контроль над прибутками і навіть вдавалися до збройних сутичок на китайській території, як наприклад під час інцидент у порту Нінпо 1523 року. Останнє посольство Японії до Мін було відправлене родом Оуті у 1547 році у складі 4 кораблів.
Вантаж японських кораблів, які плавали до Мін поділявся на три категорії товарів:
1. данина китайському імператору від «вана Японії», тобто сьоґуна;
2. подарунки китайському імператору і високопосадовцям від голів японського посольства;
3. товари на продаж.

Як данина імператору висилалися коні, сірка, агат, японські мечі, списи, ширми, віяловіяла тощо. Від імператора сьоґун отримував у подарунок шовкові тканини, срібло і мідні монети. Підношення послів китайським посадовцями були аналогічними сьоґунівським дарам. Основну масу товарів складали товари третьої категорії, зібрані впливовими японськими володарями і монастирями. Ці товари продавалися офіційно від імені держави, так і приватно, від імені власника. Офіційні ринки знаходилися у Пекіні. Японці експортували сірку, деревину, мідь, зброю і віяла, а імпортували шовкові тканини і нитки, монети, порцеляновий посуд, канцелярські товари, ліки і цукор. Ціни на японські товари були фіксованими, що давало можливість японцям отримувати стабільний прибуток. Проте на кінець 15 століття обсяги офіційної торгівлі скоротилися на вимогу мінської сторони, а ціни були сильно знижені, що викликало невдоволення японців, які інколи забирали привезені на продаж товари із собою. Обмеження офіційного китайського імпорту японськими мечами і сіркою сприяло розвитку приватної японсько-китайської торгівлі. Центрами цієї торгівлі були портове місто Нінбо, Пекін, а також населені пункти на шляху між цими містами. З китайського боку торгівлею займалися лише ліцензовані державою місцеві купці. Список товарів, якими торгували японці приватно, був таким самим як і під час офіційної державної торгівлі. Найбільший прибуток японцям приносила купівля шовку, який продавався у Японії у 20 разів дорожче ніж у Китаї. В середньому один японський корабель отримував 10-20 тисяч кан чистого прибутку від однієї поїздки в Китай.